# Área de Destacada Belleza Natural

Áreas de destacada belleza natural en Inglaterra, Irlanda del Norte y Gales

Un Área de Destacada Belleza Natural (en inglés: Area of Outstanding Natural Beauty AONB, en galés: Ardal o Harddwch Naturiol Eithriadol AHNE) es una zona rural ubicada en Inglaterra, Irlanda del Norte y Gales. Cuyos paisajes naturales son de cierta importancia. Antiguamente eran designadas por la Countryside Agency, en la actualidad por la Natural England, en nombre del gobierno británico por la Countryside Council for Wales en nombre de la Welsh Assembly Government, y por el Environment and Heritage Service en nombre del Northern Ireland Executive.